# Bob Bert
Bob Bert (n. en Hoboken, Nueva Jersey) es un baterista estadounidense, quien inicialmente tocó en la banda de rock alternativo Sonic Youth durante los primeros años de la década de 1980, participando en los álbumes Confusion Is Sex, Sonic Death y Bad Moon Rising. Después de este último disco, Bert abandonó la banda, siendo reemplazado por Steve Shelley.

## Discografía

### Con Sonic Youth
- Confusion is Sex, 1982
- Kill Yr Idols, 1983
- Bad Moon Rising, 1984
- Sonic Death, 1984
- Death Valley 69, 1984

### Con Lee Ranaldo
- Between the Times and the Tides, 2012

### Con Bewitched
- Chocolate Frenzy 12" EP
- Brain Eraser, No. 6 Records
- Harshing My Mellow, No. 6 Records
- "Hey White Homie" 7" Sub Pop.
- Bob Bert Presents: The Worst Poetry of 1986-1993, Thick Syrup Records 2011

### Con Chrome Cranks
- Dead Cool, CD Crypt, 1995
- Love In Exile, CD PCP, 1996
- Oily Cranks, CD Atavistic Records, 1997
- Diabolical Boogie: Singles, Demos & Rarities (1992 B.C.- 1998 A.D.) CD, Atavistic Records, 2006
- Ain't No Lies In Blood CD, Thick Syrup Records 2011

### Con Lydia Lunch Retrovirus
- Retrovirus (CD / Widowspeak, 2013)
- Urge to Kill (CD / Widowspeak / Rustblade / Brava, 2015)
- Live in Zurich (CD / Widowspeak, 2016)

### Con Wolfmanhattan Project
- Smells Like You, (7", In The Red Recordings, 2015)
- Blue Gene Stew, (CD/Album, In the Red Recordings, 2019)